# Jesús Diego Cota
Jesús Diego Cota (Madrid, 28 luglio 1967) è un ex calciatore spagnolo, di ruolo difensore.

## Carriera
Giocò per tutta la sua carriera con il Rayo Vallecano

## Palmarès

### Competizioni nazionali
- Segunda División B spagnola: 1

Rayo Vallecano: 1984-1985 (Gruppo II)